# スイッチ 〜運命のいたずら〜
スイッチ 〜運命のいたずら〜(スイッチ うんめいのいたずら、原題:Switched at Birth)はアメリカ合衆国のテレビドラマシリーズ。2011年6月6日 から2012年10月22日までABCファミリーで第1シリーズが、2013年1月7日から8月19日まで第2シリーズが、2014年1月13日から12月8日まで第3シリーズが、2015年1月6日から10月26日まで第4シリーズが、2017年1月31日から4月11日まで第5シリーズが放送された。
日本では2012年8月23日から2013年3月26日までDlifeにて第1シリーズをシーズン1、シーズン2として吹替版と字幕版が放送され、DVDは字幕版のみしか貸し出ししていない。

## 概要
アメリカ・カンザスシティ都市圏を舞台に誕生後すぐに取り違えられ、それぞれの環境で育った二人の10代の少女や、彼女らの家族を軸に物語が展開するヒューマンドラマ。劇中ではアメリカ手話を交えた会話があり、台本監修として全日本ろうあ連盟が日本語版の製作陣に名を連ねている。
撮影の多くがカルフォルニア州ロサンゼルスで行われているが、同州サンタクラリタや、バレンシア、ビバリーヒルズ、パサデナ、舞台となった街の一つであるミズーリ州カンザスシティの中心部に所在するケンパー現代美術館や、ルース公園でも撮影が行われた。
ABCファミリーはこのドラマの第2シリーズにおいて、聾唖者が主演を務め、シーンの大半をアメリカ手話で通した作品を初めて制作し、2013年3月4日に放映すると発表した。当該作品は第2シリーズ第9話「Uprising」で、ギャローデット大学で起きたDeaf President Now運動の25周年記念作として、カールトン聾学校を閉校にする動きに対して抗議活動を展開する内容となっている。
出演者のケイティ・ルクレールは本作のダフネ・バスケス役を芸能事務所の社員から勧められたことがきっかけとなって、彼が不動産会社に転職した後に婚約し、翌2014年9月6日に結婚した。しかし、2017年7月に離婚している。

## あらすじ
ベイ・ケニッシュは芸術に情熱を燃やす十代の少女。専業主婦で母親のキャサリンと元メジャーリーガーで洗車場を経営している父親のジョンのもとで育ち、ミズーリ州カンザスシティ近郊のカンザス州ミッション・ヒルで、兄のトビーとともに暮らしていた。そんなある日、学校で血液型について学んだあと、ベイは自身の血液型が両親のあり得る組み合わせからもありえないことに疑問を抱き、遺伝子検査を受けた。そこでベイの両親が生物学的両親ではないことが判明した。そして、一家は調べていく内に病院でベイと取り違えられた新生児の存在を知った。その子の名はダフネ・バスケス。シングルマザーとして奮闘する美容師レジーナと、プエルトリコ人の祖母とともに、低所得層の多いミズーリ州リバーサイドの東部に住んでいた。ケニッシュ家はバスケス家に連絡を取り、双方が会うことになった。
二つの家族が出会った時、ベイはレジーナの芸術的才能に関することで、ダフネはジョンの運動技術にひきつけられ、少女たちは自身のアイデンティティと向き合うことに。そして、ケニッシュ家は、レジーナが直面している金銭的な悩みを知り、バスケス家を自身のゲストハウスへ引っ越すよう提案した。バスケス家が提案を受け入れたことで、新たな生活の状況に少女たちだけでなく双方の家族は、互いの相違と類似とを理解することを強いられることになった。キャサリンはベイを自然と遠ざけておいてダフネとの結束を試み、レジーナはキャサリンの影響を受けたダフネと親密になろうとするベイとの間で苦労することに。

## 出演
- ダフネ・バスケス:ケイティ・ルクレール / 吹き替え:北西純子
- ベイ・ケニッシュ:ヴァネッサ・マラーノ / 吹き替え:花村さやか
- レジーナ・バスケス:コンスタンス・マリー / 吹き替え:野沢由香里
- ジョン・ケニッシュ:D・W・モフェット / 吹き替え:森田順平
- キャスリン・ケニッシュ: リー・トンプソン / 吹き替え:佐々木優子

## エピソード

### 第1シリーズ
- アメリカ合衆国
2011年6月6日 - 8月8日(月曜日 21:00 - (東部標準時))
2012年1月3日 - 3月20日(火曜日 21:00 - (東部標準時))
2012年9月3日 - 10月22日(月曜日 20:00 - (東部標準時))

#### シーズン1
- 日本:2012年8月28日 - 10月30日(火曜日 22:00 - 23:00(JST))

|        | タイトル（邦題）   | 原題                      | 監督                      | 脚本                                              |
| ------ | ------------------ | ------------------------- | ------------------------- | ------------------------------------------------- |
| 第1話  | ベイとダフネ       | This Is Not a Pipe'       | スティーブ・ミナー        | リジー・ウェイス                                  |
| 第2話  | 最初の衝突         | American Gothic           | スティーブ・ミナー        | リジー・ウェイス                                  |
| 第3話  | パパの面影         | Portrait of My Father     | マイケル・シュルツ        | ベッキー・ハートマン・エドワーズ                  |
| 第4話  | 心ない噂           | Dance Amongst Daggers     | スティーブ・ミナー        | チャド・ファイブアッシュ ジェームス・ストテラック |
| 第5話  | 旅立ち             | Dogs Playing Poker        | ベサニー・ルーニー        | ジョイ・グレゴリー                                |
| 第6話  | つらい思い出       | The Persistence of Memory | ジェームス・L・コンウェイ | ヘンリー・ロブルス                                |
| 第7話  | パパを探して       | The Stag Hunt             | マイケル・ランジ          | ショーン・レイクラフト                            |
| 第8話  | パンドラの箱       | Pandra's Box              | エロディー・キーン        | ベッキー・ハートマン・エドワーズ リジー・ウェイス |
| 第9話  | ふたりのバースデー | Paradise Lost             | ロン・ラゴマルシノ        | チャド・ファイブアッシュ ジェームス・ストテラック |
| 第10話 | 冷たい火花         | The Homecomeing           | デヴィッド・ペイマー      | リジー・ウェイス                                  |

#### シーズン2
- 日本:2012年11月6日 - 2013年3月26日(火曜日 22:00 - 23:00(JST))[7]

|        | タイトル（邦題）     | 原題                                       | 監督                     | 脚本                                                |
| ------ | -------------------- | ------------------------------------------ | ------------------------ | --------------------------------------------------- |
| 第1話  | 星空の下で           | Starry Night                               | スティーブ・ミナー       | リジー・ウェイス                                    |
| 第2話  | 嵐の予感             | The Tempest                                | メル・ダムスキー         | アンネ・ケネニー                                    |
| 第3話  | 心の傷跡             | Self-Portrait With Bandaged Ear            | スティーブ・ミナー       | ベッキー・ハートマン・エドワーズ                    |
| 第4話  | 大切な宝物           | Les Soeurs d'Estrées                       | アーリーン・サンフォード | ジョイ・グレゴリー                                  |
| 第5話  | 秘められた過去       | Expulsion From the Garden of Eden          | スティーブ・ミナー       | チャド・ファイブアッシュ ジェームス・ストテラック   |
| 第6話  | 母と娘               | Las Dos Fridas                             | クリス・グリスマー       | ヘンリー・ロベルス                                  |
| 第7話  | 心変わり             | Protect Me From What I Want                | デイビッド・ペイマー     | ベッキー・ハートマン・エドワーズ リジー・ウェイス   |
| 第8話  | それぞれの決意       | The Art of Painting                        | ノーマン・バックレイ     | ジョイ・グレゴリー アンネ・ケネニー                 |
| 第9話  | 戦地へのメール       | Write a Lonely Soldier                     | ベサニー・ルーニー       | チャド・ファイブアッシュ ジェームス・ストテラック   |
| 第10話 | 涙のラスト・ゴール   | Game On                                    | ロン・ラゴマルシノ       | ベッキー・ハートマン・エドワーズ リジー・ウェイス   |
| 第11話 | 過ちはゾンビのように | The Sleep of Reason Produces Monsters      | エロディー・キーン       | ジョイ・グレゴリー ヘンリー・ロベルス               |
| 第12話 | 傷心プロムナイト     | Venus, Cupid, Folly, and Time              | マイケル・ランジ         | リジー・ウェイス                                    |
| 第13話 | 未来への選択         | This is the Color of My Dreams             | スティーブ・ミナー       | リジー・ウェイス                                    |
| 第14話 | 招かれざる客         | The Intruder                               | パトリック・ノリス       | チャド・ファイブアッシュ ジェームス・ストテラック   |
| 第15話 | 恋する瞳             | The Shock of Being Seen                    | スティーブ・ミナー       | ジョイ・グレゴリー ベッキー・ハートマン・エドワーズ |
| 第16話 | 反抗と憧れ           | Tree of Forgiveness                        | デイビッド・ペイマー     | アリエル・ルビン マイケル・V・ロス                  |
| 第17話 | 独立宣言             | The Declaration of Indipendence            | スティーブ・ミナー       | アンネ・ケンニー                                    |
| 第18話 | 波乱の夜             | We Are the Kraken of Our Own Sinking Ships | ロン・ラゴマルシノ       | ヘンリー・ロベルス                                  |
| 第19話 | 裁かれる者たち       | The Trial                                  | ベサニー・ルーニー       | ジョイ・グレゴリー ベッキー・ハートマン・エドワーズ |
| 第20話 | 南への逃避行         | Street Noises Invade the House             | スティーブ・ミナー       | リジー・ウェイス                                    |

### 第2シリーズ・シーズン3
- アメリカ合衆国 - 2013年1月7日 - 3月11日、6月10日 - 8月19日(月曜日 21:00 - (東部標準時))
- 日本では未放送であるが、この第2シリーズをシーズン3としている。[15]

|        | タイトル（邦題） | 原題                                                              | 監督                       | 脚本                                                      |
| ------ | ---------------- | ----------------------------------------------------------------- | -------------------------- | --------------------------------------------------------- |
| 第1話  |                  | The Door to Freedom                                               | スティーブ・ミナー         | リジー・ウェイス                                          |
| 第2話  |                  | The Awakening Conscience                                          | フレッド・ガーバー         | ジョイ・グレゴリー ベカー・ブランステッター               |
| 第3話  |                  | Duel of Two Women                                                 | ジョン・ベーリング         | アンネ・ケネニー                                          |
| 第4話  |                  | Dressing for the Charade                                          | メラニー・メイロン         | チャド・ファイブアッシュ ジェームス・ストテラック         |
| 第5話  |                  | The Acquired Inability to Escape                                  | ツェトナ・フュントーズ     | ジョイ・グレゴリー ヘンリー・ロベルス                     |
| 第6話  |                  | Hunman/Need/Desire                                                | ノーマン・バックリー       | リジー・ウェイス ベッカ・バーンステッター                 |
| 第7話  |                  | Drive in the Knife                                                | スティーブ・ミナー         | チャド・ファイブアッシュ ジェームス・ストテラック         |
| 第8話  |                  | Tight Rope Walker                                                 | ジョアンナ・カーンズ       | アンナ・ケンニー ヘンリー・ロベルス                       |
| 第9話  |                  | Uprising                                                          | スティーブ・ミナー         | リジー・ウェイス                                          |
| 第10話 |                  | Introducing the Miracle                                           | ロン・ラゴマルシノ         | ベッキー・ハートマン・エドワーズ リジー・ウェイズ         |
| 第11話 |                  | Mother and Child Divided                                          | ロン・ラゴマルシノ         | リジー・ウェイズ                                          |
| 第12話 |                  | Distorted House                                                   | フレッド・ガーバー         | ジョイ・グレゴリー ヘンリー・ロベルス                     |
| 第13話 |                  | The Good Samaritan                                                | ツェトナ・フュントーズ     | ベッキー・ハートマン・エドワーズ ベッカ・バーンステッター |
| 第14話 |                  | He Did What He Wanted                                             | スティーブ・ミナー         | リジー・ウェイズ マイケル・ロス                           |
| 第15話 |                  | Ecce Mono                                                         | デヴィッド・ペイマー       | チャド・ファイブアッシュ ジェームス・ストテラック         |
| 第16話 |                  | The Physical Impossibility of Death in the Mind of Someone Living | メラニー・マイロン         | ダーラ・ランス                                            |
| 第17話 |                  | Prudence, Avarice, Lust, Justice, Anger                           | リー・トンプソン           | テーレンス・コリー ベッキー・ハートマン・エドワーズ       |
| 第18話 |                  | As The Shadows Deepen                                             | ウェンディー・スタンツラー | ジョイ・グレゴリー ヘンリー・ロベルス                     |
| 第19話 |                  | What Goes Up Must Come Down                                       | ジョアンナ・カーンズ       | ベッカ・バーンステッター リジー・ウェイズ                 |
| 第20話 |                  | The Merrymakers                                                   | ツェトナ・フュントーズ     | ジョセフ・ドハーティ                                      |
| 第21話 |                  | Departure of Summer                                               | スティーブ・ミナー         | ベッキー・ハートマン・エドワーズ リジー・ウェイズ         |

### 第3シリーズ
- アメリカ合衆国 - 2014年1月13日 - 3月24日、6月16日 - 8月18日、12月8日(月曜日 21:00 - (東部標準時))

|        | タイトル（邦題） | 原題                                                          | 監督                     | 脚本                                                        |
| ------ | ---------------- | ------------------------------------------------------------- | ------------------------ | ----------------------------------------------------------- |
| 第1話  |                  | Drowning Girl'                                                | ジム・ハイマン           | リジー・ウェイス                                            |
| 第2話  |                  | Your Body is a Battleground                                   | リー・トンプソン         | ジェームス・ストテラック チャド・ファイブアッシュ           |
| 第3話  |                  | Fountain                                                      | アラン・アークシュ       | ジョイ・グレゴリー テレンス・コリ                           |
| 第4話  |                  | If Hurts to Wait With Love if Love is Somewhere Else          | メラニー・メイロン       | リンダ・ゲイス ヘンリー・ロベルス                           |
| 第5話  |                  | Have You Really the Courage?                                  | チェトナ・フュントーズ   | ベッカ・バーンステッター                                    |
| 第6話  |                  | The Scream                                                    | ジョナサン・フレイクス   | チャド・ファイブアッシュ ジェームス・ストテラック           |
| 第7話  |                  | Memory is Your Image of Perfection                            | リー・ローズ             | テレンス・コリ                                              |
| 第8話  |                  | Dance Me to End of Love                                       | ミリセント・シェルトン   | マイケル・V・ロス リジー・ウェイズ                          |
| 第9話  |                  | The Past (Forgotten-Swallowed)                                | フレッド・ガーバー       | ジョイ・グレゴリー                                          |
| 第10話 |                  | The Ambush                                                    | アラン・アークシュ       | ヘンリー・ロベルス ベッカ・バーンステッター                 |
| 第11話 |                  | Love Seduces Innocence, Pleasure Entraps, and Remorse Follows | スティーブ・ミナー       | リンダ・ゲイス リジー・ウェイズ                             |
| 第12話 |                  | Love Among the Ruins                                          | ノーマン・バックリー     | リジー・ウェイズ                                            |
| 第13話 |                  | Like a Snowball Down a Mountain                               | メラニー・メイロン       | ジェームス・パトリック・ストーテロ チャド・ファイブアッシュ |
| 第14話 |                  | Oh, Future!                                                   | チェトナ・フュントーズ   | ヘンリー・ロベルス                                          |
| 第15話 |                  | And We Bring the Light                                        | ジェームス・ハイマン     | ジョイ・グレゴリー アレキサンダー・ジョーガキス             |
| 第16話 |                  | The Image Disappers                                           | ウェンディ・スタンツラー | テレンス・コリ リンダ・ゲイス                               |
| 第17話 |                  | Girl With Death Mask (She Plays Alone)                        | ジョアンナ・カーンズ     | ベッカ・バーンステッター リジー・ウェイズ                   |
| 第18話 |                  | It Isn't What You Think                                       | ロン・ラゴマルシノ       | J・R・フィリップス ヘンリー・ロベルス                       |
| 第19話 |                  | You Will Not Escape                                           | マイケル・ランジ         | ジョイ・グレゴリー                                          |
| 第20話 |                  | Girl on the Cliff                                             | D・W・モフェット         | リンダ・ゲイス                                              |
| 第21話 |                  | And Life Begins Right Away                                    | メラニー・メイロン       | リジー・ウェイズ ウィリアム・H・ブラウン                    |
| 第22話 |                  | Yuletide Fortune Tellers                                      | マイケル・グロスマン     | テレンス・コリ リジー・ウェイズ                             |

### 第4シリーズ
- アメリカ合衆国
2015年1月6日 - 3月10日(火曜日 21:00 - (東部標準時))
2015年8月24日 - 10月26日(月曜日 20:00 - (東部標準時))

|        | タイトル（邦題） | 原題                                                                   | 監督                    | 脚本                                            |
| ------ | ---------------- | ---------------------------------------------------------------------- | ----------------------- | ----------------------------------------------- |
| 第1話  |                  | And It Cannot Be Changed                                               | スティーブ・ミナー      | リジー・ウェイス                                |
| 第2話  |                  | Bracing the Waves                                                      | マイケル・ランジ        | ヘンリー・ロベルス                              |
| 第3話  |                  | I Lock the Door Upon Myself                                            | グレン・L・スチールマン | ウィリアム・H・ブラウン テレンス・コリ          |
| 第4話  |                  | We Were So Close That Nothing Used to Stand Between Us                 | アラン・アークシュ      | リンダ・ゲイス ベッカ・バーンステッター         |
| 第5話  |                  | At First Clear Word                                                    | メラニー・メイロン      | リジー・ウェイス ジョイ・グレゴリー             |
| 第6話  |                  | Black and Gray                                                         | ロン・ラゴマルシノ      | ヘンリー・ロベルス ダーラ・ランス               |
| 第7話  |                  | Fog and Storm and Rain                                                 | リー・トンプソン        | ウィリアム・H・ブラウン                         |
| 第8話  |                  | Art Like Love is Dedication                                            | ジョナサン・フレイクス  | リンダ・ゲイス                                  |
| 第9話  |                  | The Player's Choice                                                    | デヴィッド・ペイマー    | テレンス・コリ                                  |
| 第10話 |                  | There is My Heart                                                      | ノーマン・バックレイ    | リジー・ウェイス ベッカ・バーンステッター       |
| 第11話 |                  | To Repel Ghosts                                                        | ミリセント・シェルトン  | リジー・ウェイス                                |
| 第12話 |                  | How Does a Girl Like You Get to Be a Girl Like You                     | ツェトナ・フュントーズ  | ベッカ・バーンステッター                        |
| 第13話 |                  | Between Hope and Fear                                                  | デヴィッド・ペイマー    | リジー・ウェイス デイナ・リーン・ノース         |
| 第14話 |                  | We Mourn, We Weep, We Love Again                                       | ロン・ラゴマルシノ      | ヘンリー・ロベルス アレキサンダー・ジョーガキス |
| 第15話 |                  | Instead of Damning the Darkness, It's Better to Light a Little Lantern | マイケル・ランジ        | リンダ・ゲイス リジー・ウェイス                 |
| 第16話 |                  | Borrowing Your Enemy's Arrows                                          | D・W・モフェット        | ウイリアム・H・ブラウン                         |
| 第17話 |                  | To the Victor Belong the Spoils                                        | ジェイ・カラス          | T・J・ブラッディー ラシュード・ニューソン       |
| 第18話 |                  | The Accommodations of Desire                                           | マイケル・グロスマン    | ヘンリー・ロベルス デイナ・リーン・ノース       |
| 第19話 |                  | A Mad Tea Party                                                        | カルロス・ゴンザレス    | リンダ・ゲイス                                  |
| 第20話 |                  | And Always Searching for Beauty                                        | メラミー・メイロン      | リジー・ウェイス ベッカ・バーンステッター       |

### 第5シリーズ
- アメリカ合衆国
2017年1月31日 - 4月11日(水曜日 21:00 - (東部標準時))

|        | タイトル（邦題） | 原題                         | 監督                   | 脚本                                       |
| ------ | ---------------- | ---------------------------- | ---------------------- | ------------------------------------------ |
| 第1話  |                  | The Call                     | アラン・アークシュ     | リジー・ウェイス                           |
| 第2話  |                  | This Has to Do with Me       | D・W・モフェット       | ウイリアム・H・ブラウン リズ・スチュードロ |
| 第3話  |                  | Surprise                     | ステファン・トルキン   | テレンス・コリ コリン・ウェート            |
| 第4話  |                  | Relation of Lines and Colors | カルロス・ゴンザレス   | リンダ・ゲイス J・R・フィリップス          |
| 第5話  |                  | Occupy Truth                 | ジェフ・バード         | タリシア・ラッグズ リジー・ウェイス        |
| 第6話  |                  | Four Ages in Life            | ジャニス・クック       | テレンス・コリ レン・K・ローゼンフェルド   |
| 第7話  |                  | Memory (The Heart)           | リー・トンプソン       | リンダ・ゲイス                             |
| 第8話  |                  | Left in Charge               | ドーン・ウィルキンソン | リズ・スチュードロ                         |
| 第9話  |                  | The Wolf Is Waiting          | ジル・デ・アンジェリカ | テレンス・コリ ウイリアム・H・ブラウン     |
| 第10話 |                  | Long Live Love               | スティーヴ・マイナー   | リジー・ウェイス リンダ・ゲイス            |